# Mocsári krokodil
A mocsári krokodil (Crocodylus palustris) a hüllők (Reptilia vagy Sauropsida) osztályába, a krokodilok (Crocodilia) rendjébe és a krokodilfélék (Crocodylidae) családjába tartozó faj.

## Előfordulása
A mocsári krokodil elterjedési területe lefedi India nagy részét, kivéve Észak-India egy kis részét. Keleten Mianmarig, nyugatra Iránig terjed. Északon egészen az indiai Kibberig megtalálható. Elterjedése dél felé Srí Lanka szigetéig folytatódik.
Elsősorban édesvízi környezetben, például folyókban, tavakban, hegyi patakokban és falusi tavakban fordul elő. Édesvízben és tengerparti sósvízi lagúnákban élhet. Mesterséges tározókban is élhet. Jellemző mélysége 5 méteres mélységig hatol le. Nem vándorol szezonálisan, nedves-és száraz évszakban ugyanazon a területen él. Sokféle élőhelyen készíthet üreget a szárazföldön.
A beludzsok mély tiszteletben tartják az állatot, ezért soha nem vadásszák, amennyiben pedig szükséges (más állatok vagy emberek védelme miatt), akkor inkább elhelyezik egy másik területre.

## Megjelenése
Maximális hossza 4-5 méter, maximális súlya pedig 700 kg. Durva és vastag pikkelyei az egész testét borítják, színük sárbarna. Az összes krokodilfaj közül a mocsári krokodil rendelkezik a legszélesebb orral. Egy felnőtt állat farka körülbelül 1,8 méter hosszú. Úgy tűnik, nincs látható különbség a nemek között, azt leszámítva, hogy a nőstény kisebb.
A fióka mérete 0,27 méter, súlya pedig kevesebb, mint 0,3 kg. Kamasznak számít, ha eléri az 1,4 métert és a 3-30 kg-ot.

## Életmódja
A mocsári krokodil, mint szokásszerint a hüllők, változó testhőmérsékletű, ezáltal sütkérezéssel kell megváltoztatnia belső testhőmérsékletét. Odúkat ás, hogy segítsen fenntartani és megóvni az állatot a környezeti hőmérséklet változásaitól. Ezek az odúk fontosak a krokodil túlélése szempontjából, védik az állatot, ha a hőmérséklet 5 Celsius-fok alá csökken, vagy meghaladja a 38 Celsius-fokot. Minden korú egyének ásnak odúkat ehhez. Agresszív, ha fenyegetve van, vagy ha a fészkét zsákmányolják.
Noha azt feltételezik, hogy meglehetősen állandó, helyhez kötött állat, de a jelentések szerint ez a faj hosszú távú szárazföldi útakat tesz meg elterjedési területének egy részén. Ezen viselkedési mintát Indiában, Srí Lankán és Iránban dokumentálták.
Opportunista ragadozó. Képes megenni valamennyi nála kisebb állatot, beleértve más krokodilfajokat is. Türelmes vadásznak számít, és elkaphatja azokat a madarakat és denevéreket, amelyek megpróbálnak enni a víz felszínéről. Más fajok tojásait is megeszi. Kikelő fiókaként apró rovarokat és más kisebb gerincteleneket fogyaszt, beleértve a rákokat is. Azonban ahogy nő, úgy nő a zsákmányállatainak átlagos mérete is. A testtömegének 10-25%-át is megeheti egyetlen étkezés során. Egy 2 méternél hosszabb krokodil 3 kg-nyi táplálékot képes megenni. Egy 0,5 méternél kisebb krokodil azonban egy táplálkozásnál csak 150 grammnyit tud elfogyasztani.

## Szaporodása
A hím úgy hívogatja a nőstényeket, hogy állkapcsát a vízre csapva messze hangzó csattanásokat hallat.